# Parachutes
Parachutes – debiutancki album brytyjskiego zespołu rockowego Coldplay. Wydany 10 lipca 2000 szybko stał się najlepiej sprzedawanym albumem na Wyspach Brytyjskich, i przez 33 tygodnie utrzymywał się na liście najlepiej sprzedających się płyt.
Z tego albumu pochodzą single: „Shiver”, „Yellow”, „Trouble” oraz „Don’t Panic”.

## Twórcy
- Chris Martin – wokal, fortepian, keyboard, gitara
- Jonny Buckland – gitara prowadząca, harmonijka ustna, chórki
- Guy Berryman – gitara basowa, syntetyzer, harmonijka ustna, chórki
- Will Champion – perkusja, fortepian, chórki

## Lista utworów
1. „Don’t Panic” – 2:17
2. „Shiver” – 4:59
3. „Spies” – 5:18
4. „Sparks” – 3:47
5. „Yellow” – 4:29
6. „Trouble” – 4:30
7. „Parachutes” – 0:46
8. „High Speed” – 4:14
9. „We Never Change” – 4:09
10. „Everything's Not Lost” – 7:15 *Zawiera ukryty bonus „Life Is for Living” od 5:39

## Certyfikaty i sprzedaż
| Kraj                      | Certyfikat         | Sprzedaż   |
| ------------------------- | ------------------ | ---------- |
| Argentyna (CAPIF)         | platynowa płyta    | 60 000+    |
| Australia (ARIA)          | 4x platynowa płyta | 280 000+   |
| Belgia (BEA)              | 2x platynowa płyta | 100 000+   |
| Dania (IFPI Danmark)      | 5x platynowa płyta | 100 000+   |
| Francja (SNEP)            | 2x złota płyta     | 200 000+   |
| Hiszpania (Promusicae)    | złota płyta        | 50 000+    |
| Holandia (NVPI)           | platynowa płyta    | 80 000+    |
| Kanada (MC)               | 2x platynowa płyta | 200 000+   |
| Niemcy (BVMI)             | złota płyta        | 150 000+   |
| Norwegia (IFPI Norge)     | platynowa płyta    | 50 000+    |
| Nowa Zelandia (RMNZ)      | 2x platynowa płyta | 30 000+    |
| Polska (ZPAV)             | platynowa płyta    | 20 000+    |
| Stany Zjednoczone (RIAA)  | 2x platynowa płyta | 2 000 000+ |
| Szwajcaria (IFPI Schweiz) | złota płyta        | 25 000+    |
| Szwecja (GLF)             | platynowa płyta    | 80 000+    |
| Wielka Brytania (BPI)     | 9x platynowa płyta | 2 700 000+ |
| Włochy (FIMI)             | 2x platynowa płyta | 100 000+   |